# Mordechai Abi Serur
Mordechai Abi Serur (in arabo مردوخ أبو سرور‎?; in ebraico מרדכי אבי סרור‎?; Akka, 1826 – 1886) è stato un rabbino ed esploratore marocchino.
Esplorò il Maghreb e l'Africa subsahariana.

## Biografia
Mordechai Abi Serur nacque ad Akka, una piccola città nel sud del Marocco. All'età di nove anni lasciò il suo villaggio per recarsi a Marrakech, dove studiò il Talmud e la lingua ebraica. All'età di 13 anni fu mandato a Gerusalemme per gli studi rabbinici. Lì trascorse quattro anni in una yeshiva, nella primavera del 1846 finì gli studi e divenne rabbino. Lavorò al servizio della comunità ebraica di Aleppo in Siria per un anno, ciò gli permise di raccogliere abbastanza soldi per iniziare il suo viaggio di ritorno verso il Marocco. Dal 1847 al 1858 fu rabbino in Algeria. Mordechai Abi Serur è noto per essere stato la guida di Charles de Foucauld durante il suo viaggio nel sud del Marocco.